# 瓦滕索鎮區 (阿肯色州普雷里縣)
瓦滕索鎮區（英語：Watensaw Township）是位於美國阿肯色州普雷里縣的一個行政鎮區。

## 地方資料
瓦滕索鎮區的面積為187.53平方千米，當中陸地面積為187.16平方千米，而水域面積為10.37平方千米。根據2010年美國人口普查的數據，當地共有人口1278人，而人口密度為每平方千米6.81人。